# غراهام كيندال
غراهام كيندال (بالإنجليزية: Graham Kendall)‏ هو عالم حاسوب ومهندس بريطاني، ولد في 21 يوليو 1961 في لندن في المملكة المتحدة.